# 山下知彦
山下 知彦（やました ともひこ、1891年（明治24年）6月23日 - 1959年（昭和34年）5月2日）は、日本の海軍軍人、華族。山下源太郎の養嗣子で艦隊派の一員である海軍大佐、男爵である。

## 人物・来歴
略歴
高知市に生まれる。米沢の医師、水野廉平の次男。山本五十六夫人の礼子は従妹。山下源太郎の長女、千鶴子と結婚し山下家の養嗣子となる。米沢中学を経て海軍兵学校40期を卒業。席次は144名中30番。山口多聞、大西滝治郎、宇垣纏らが同期生である。1913年（大正2年）12月に少尉任官。
第一次世界大戦では｢周防｣乗組みとして出征し、青島攻略戦で陸戦隊を指揮して功五級に叙せられた。山下は砲術学校高等科、および同校の教官養成課程である専攻科を修了した砲術専攻の士官で、同校教官や軽巡洋艦｢球磨｣砲術長などを務めた。1924年（大正13年）12月少佐へ進級し、海軍大学校甲種24期に進む。原忠一、草鹿龍之介、山口多聞らが同期であった。艦政本部員、軍事普及部員を経て造兵監督官として英国出張。滞英中に当地で開催されたロンドン海軍軍縮会議に参加している。
1931年（昭和6年）2月に帰朝し、予備艦となっていた軽巡洋艦｢那珂」副長に就任。8月には養父の死去に伴い襲爵した。艦政本部員、呉海軍工廠総務部員を経て、1933年（昭和8年）5月、大佐へ進級。この進級は海兵同期生のうち、首席の岡新や山口、宇垣より半年遅れたが、福留繁や鈴木義尾、多田武雄らのちに海軍中央で要職を務める者よりも早かった。給油艦｢剣崎｣艤装委員長を経て、横須賀海軍工廠総務部長在任中の1936年（昭和11年）、二・二六事件が勃発し同年3月予備役編入となる。その後1937年（昭和12年）12月から1939年（昭和14年）1月まで内務大臣秘書官を務めた。
艦隊派
山下は陸軍皇道派に近い人物で、ロンドン海軍軍縮条約をめぐって分裂した海軍において艦隊派の一員として活動した。ロンドン会議中は全権の財部彪に不満を抱き、随員の山口多聞と財部刺殺を協議している。山下はこの協議の中で、財部個人ではなく日本全体の問題であることに思い至り、国家革新を考えるようになったという。帰国後の山下は、条約派将官の追放人事（大角人事）につき南雲忠一らと、ロンドン会議の首席随員左近司政三に辞職を迫り、他の条約派将官についても加藤寛治、末次信正、小林省三郎、石川信吾、加来止男らと同調して、追放に動いたと語っている。五・一五事件の被告には同情的で、横須賀工廠総務部長時代の山下の官舎では、週1回程度若手士官の会合が持たれ、小園安名に連れられて参加した大井篤によれば、五・一五事件の意義が肯定的に語られていた。また同事件に関与した林正義は裁判終了後に山下と面会し、その語る内容に感激を覚えている。二・二六事件直後に皇道派と関係があった、小林省三郎、真崎勝次らとともに予備役に編入されたが、縁戚関係にある山本五十六は山下の予備役編入を阻止しようと動く。しかし山下と小林省三郎との間で交わした文書が決め手であった。第一次近衛内閣で秘書官として補佐した内務大臣は、艦隊派の中心人物の一人、末次信正である。
米沢
米沢中学は海兵進学者をコンスタントに輩出していたが、42期から44期は進学者がいなかった。45期の山森亀之助（のち少将）は海兵在校中に山下（当時は水野）の指示で母校に手紙を書き、これが校内に貼り出されたという。山森からこの話を聞いた山下は破顔一笑した。46期からは海兵進学者が続き、山森はこの手紙が海兵志願者の奮起を促したと回想している。なお艦隊派の山下、南雲忠一、条約派の左近司政三、小林仁は米沢海軍武官会会員である。

## 栄典
- 1914年（大正3年）1月30日 - 正八位[13]
- 1916年（大正5年）1月21日 - 従七位[14]